# كلاركسديل (ميزوري)
كلاركسديل (بالإنجليزية: Clarksdale)‏ هي مدينة أمريكية تقع في ولاية ميزوري. تبلغ مساحة هذه المدينة 0.8 (كم²)،ويبلغ عدد سكانها 351 نسمة حسب إحصاء سنة 2010 م 351.تشير إحصاءات سنة 2000م بأن الكثافة السكانية في هذه المدينة تقدر بـ(423.6) نسمة/كم2 

## التركيبة السكانية
قام مكتب تعداد الولايات المتحدة بتحديد بيانات التركيبة السكانية لكلاركسديل في تعداد الولايات المتحدة. في ما يلي، التركيبة السكانية حسب تعدادي 2000 و2010.

### تعداد عام 2000
بلغ عدد سكان كلاركسديل 351 نسمة بحسب تعداد عام 2000، وبلغ عدد الأسر 142 أسرة وعدد العائلات 89 عائلة مقيمة في المدينة. في حين سجلت الكثافة السكانية 1,097.1 نسمة لكل ميل مربع (423.6/كم2). وبلغ عدد الوحدات السكنية 151 وحدة بمتوسط كثافة قدره 472.0 نسمة لكل ميل مربع (182.2/كم2).
وتوزع التركيب العرقي للمدينة بنسبة 98.58% من البيض و 0.28% من عرقين مختلطين أو أكثر.
بلغ عدد الأسر 142 أسرة كانت نسبة 33.1% منها لديها أطفال تحت سن الثامنة عشر تعيش معهم، وبلغت نسبة الأزواج القاطنين مع بعضهم البعض 53.5% من أصل المجموع الكلي للأسر، ونسبة 5.6% من الأسر كان لديها معيلات من الإناث دون وجود شريك، وكانت نسبة 37.3% من غير العائلات. تألفت نسبة 34.5% من أصل جميع الأسر من أفراد ونسبة 19.7% كانوا يعيش معهم شخص وحيد يبلغ من العمر 65 عاماً فما فوق. وبلغ متوسط حجم الأسرة المعيشية 3.19، أما متوسط حجم العائلات فبلغ 2.47.
بلغ العمر الوسطي للسكان 34 عاماً. وكانت نسبة 28.8% من القاطنين تحت سن الثامنة عشر، وكانت نسبة 9.4% بين الثامنة عشر والأربعة وعشرون عاماً، ونسبة 28.8% كانت واقعةً في الفئة العمرية ما بين الخامسة والعشرون حتى والأربعة وأربعون عاماً، ونسبة 20.2% كانت ما بين الخامسة والأربعون حتى الرابعة والستون، ونسبة 12.8% كانت ضمن فئة الخامسة والستون عاماً فما فوق. يوجد لكل 100 أنثى 101.7 ذكر، ويوجد لكل 100 أنثى في الثامنة عشر من عمرها فما فوق 104.9 ذكر.
بلغ متوسط دخل الأسرة في المدينة 34,375 دولار، أما متوسط دخل العائلة فبلغ 39,000 دولار. وكان متوسط دخل الذكور 32,727 دولار مقابل 14,375 دولار للإناث. وسجل دخل الفرد الخاص بالمدينة 13,394 دولار. وكانت نسبة 8.0% من العائلات ونسبة 9.7% من السكان تحت خط الفقر، وكان من هؤلاء نسبة 10.8% تحت سن الثامنة عشر ونسبة 19.1% في الخامسة والستين من العمر وما فوق.

### تعداد عام 2010
بلغ عدد سكان كلاركسديل 271 نسمة بحسب تعداد عام 2010، وبلغ عدد الأسر 129 أسرة وعدد العائلات 71 عائلة مقيمة في المدينة. في حين سجلت الكثافة السكانية 846.9 نسمة لكل ميل مربع (327.0/كم2). وبلغ عدد الوحدات السكنية 145 وحدة بمتوسط كثافة قدره 453.1 لكل ميل مربع (174.9/كم2).
وتوزع التركيب العرقي للمدينة بنسبة 98.9% من البيض و 0.4% من الأمريكيين الأصليين و 0.7% من عرقين مختلطين أو أكثر.
بلغ عدد الأسر 129 أسرة كانت نسبة 19.4% منها لديها أطفال تحت سن الثامنة عشر تعيش معهم، وبلغت نسبة الأزواج القاطنين مع بعضهم البعض 45.0% من أصل المجموع الكلي للأسر، ونسبة 4.7% من الأسر كان لديها معيلات من الإناث دون وجود شريك، بينما كانت نسبة 5.4% من الأسر لديها معيلون من الذكور دون وجود شريكة وكانت نسبة 45.0% من غير العائلات. وبلغ متوسط حجم الأسرة المعيشية 2.83، أما متوسط حجم العائلات فبلغ 2.10.
بلغ العمر الوسطي للسكان 43.6 عاماً. وكانت نسبة 18.5% من القاطنين تحت سن الثامنة عشر، وكانت نسبة 10.2% بين الثامنة عشر والأربعة وعشرون عاماً، ونسبة 23.3% كانت واقعةً في الفئة العمرية ما بين الخامسة والعشرون حتى والأربعة وأربعون عاماً، ونسبة 31% كانت ما بين الخامسة والأربعون حتى الرابعة والستون، ونسبة 17% كانت ضمن فئة الخامسة والستون عاماً فما فوق. وتوزع التركيب الجنسي للسكان بنسبة 52.0% ذكور و48.0% إناث.